# Delta Junction
Delta Junction è una città degli Stati Uniti d'America, situata nella Census Area di Southeast Fairbanks, nello Stato dell'Alaska.

## Geografia fisica
La città si trova a breve distanza (verso sud) dalla confluenza del fiume Delta con il fiume Tanana (la confluenza si trova nei pressi di Big Delta). Si trova 160 km dalla città di Fairbanks lungo l'autostrada Richardson. A Delta Junction termina anche l'autostrada dell'Alaska (Alaska Highway) che collega il Canada con l'Alaska.
Secondo l'Ufficio del censimento degli Stati Uniti d'America (United States Census Bureau), il comune ha una superficie totale di 45 km{\displaystyle ^{2}}.

## Clima
Il clima della zona è quello tipico subartico. Delta Junction è conosciuta anche come "città del vento". Il vento soffia in questa zona, ma non nelle altre vicine, per molti giorni dell'anno da sud lungo il fiume Delta. I mesi più piovosi sono giugno-agosto. Le temperature più alte si hanno in luglio con poco oltre i 20 °C, quelle più basse in gennaio con -21 °C. Le precipitazioni nevose sono scarse (100 cm all'anno). Il record della temperatura più bassa si aggira attorno ai -58 °C.

## Storia
Gli abitanti nativi sono i "Tanana Athabaskans". I primi insediamenti nelle parti interne dell'Alaska degli indiani di Athabascan forniscono delle date anteriori a 10.000 anni fa; vivevano di caccia e di pesca. In tempi moderni nel 1904 venne impiantata nella zona una stazione telegrafica; mentre nel 1928 dal Montana vennero trasportati 23 bisonti per fornire della selvaggina supplementare per i cacciatori (attualmente gli animali sono diverse centinaia - 275/300). Il tracciato dell'autostrada dell'Alaska (Alaska Highway), completata durante la Seconda guerra mondiale e che collega la Columbia Britannica con l'Alaska, collegandosi all'autostrada Richardson a circa 12 chilometri dalla confluenza dei due fiumi Delta e Tanana. Il luogo in cui confluiscono le autostrade è diventato noto come Delta Junction.
La pavimentazione dell'autostrada Richardson nel 1957 ha incrementato notevolmente l'economia della zona. Nel 1960 è stata incorporata come comune. L'economia della zona fece un altro passo in avanti alla fine degli anni '70 durante la costruzione dell'oleodotto Trans-Alaska Pipeline System.

## Economia
La costruzione e la manutenzione degli impianti militari, l'estrazione mineraria, l'agricoltura, il turismo e le loro industrie di supporto costituiscono la spina dorsale dell'economia della zona. Importante è la fiera delle verdure giganti e la mostra del bestiame nell'ultima settimana di luglio.

## Galleria d'immagini

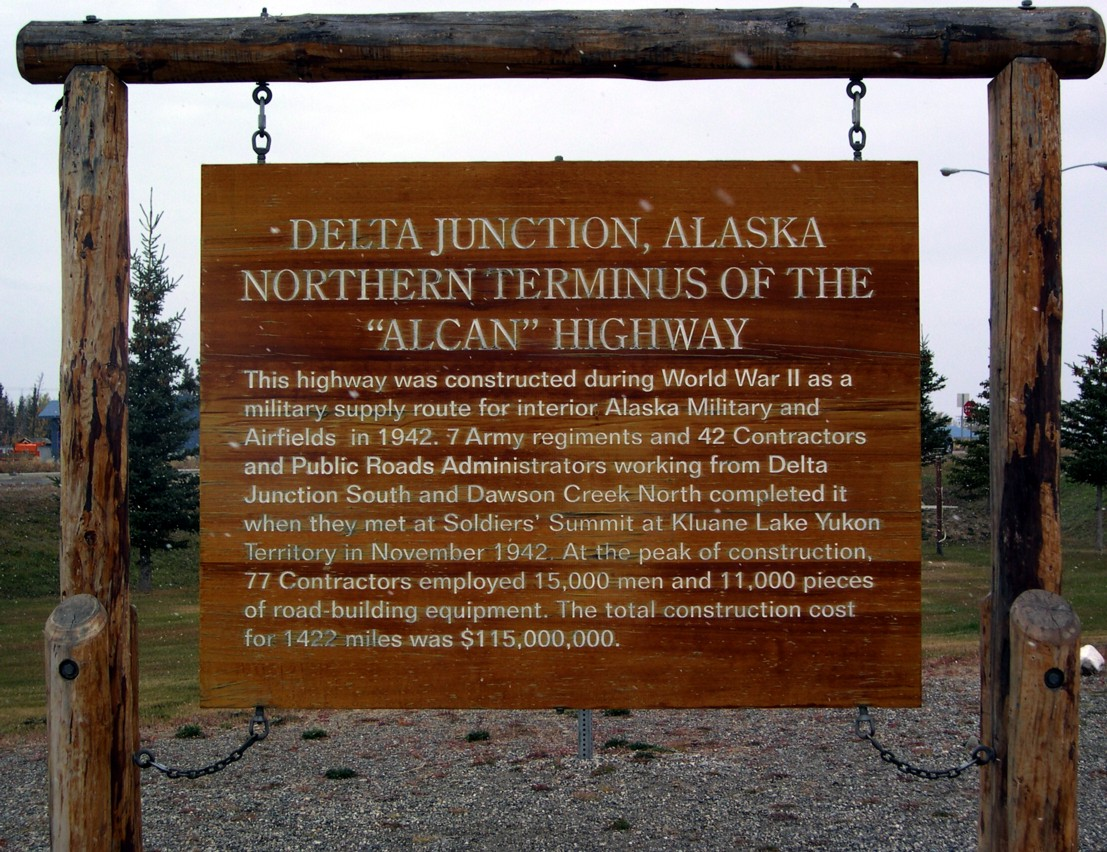
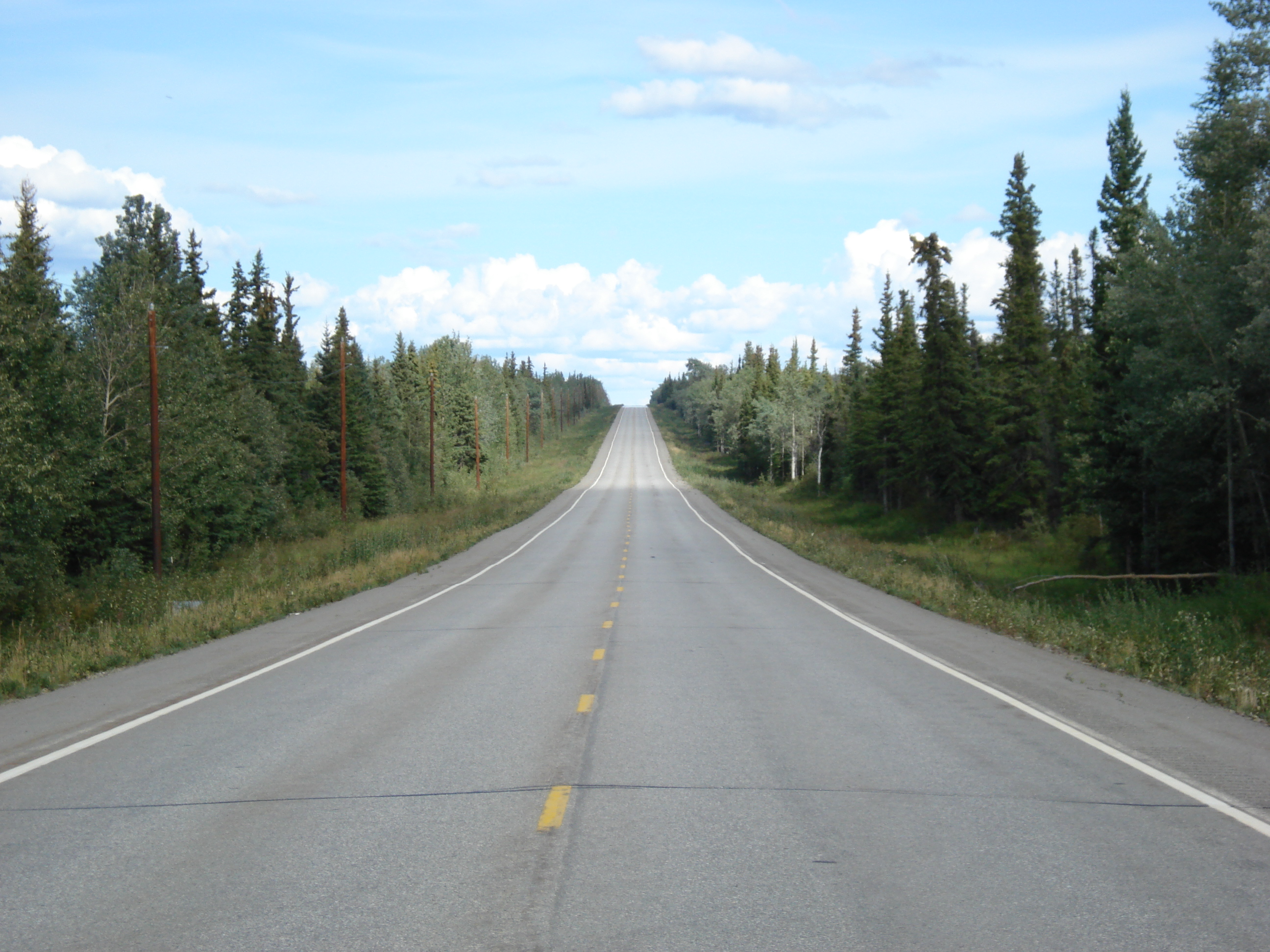
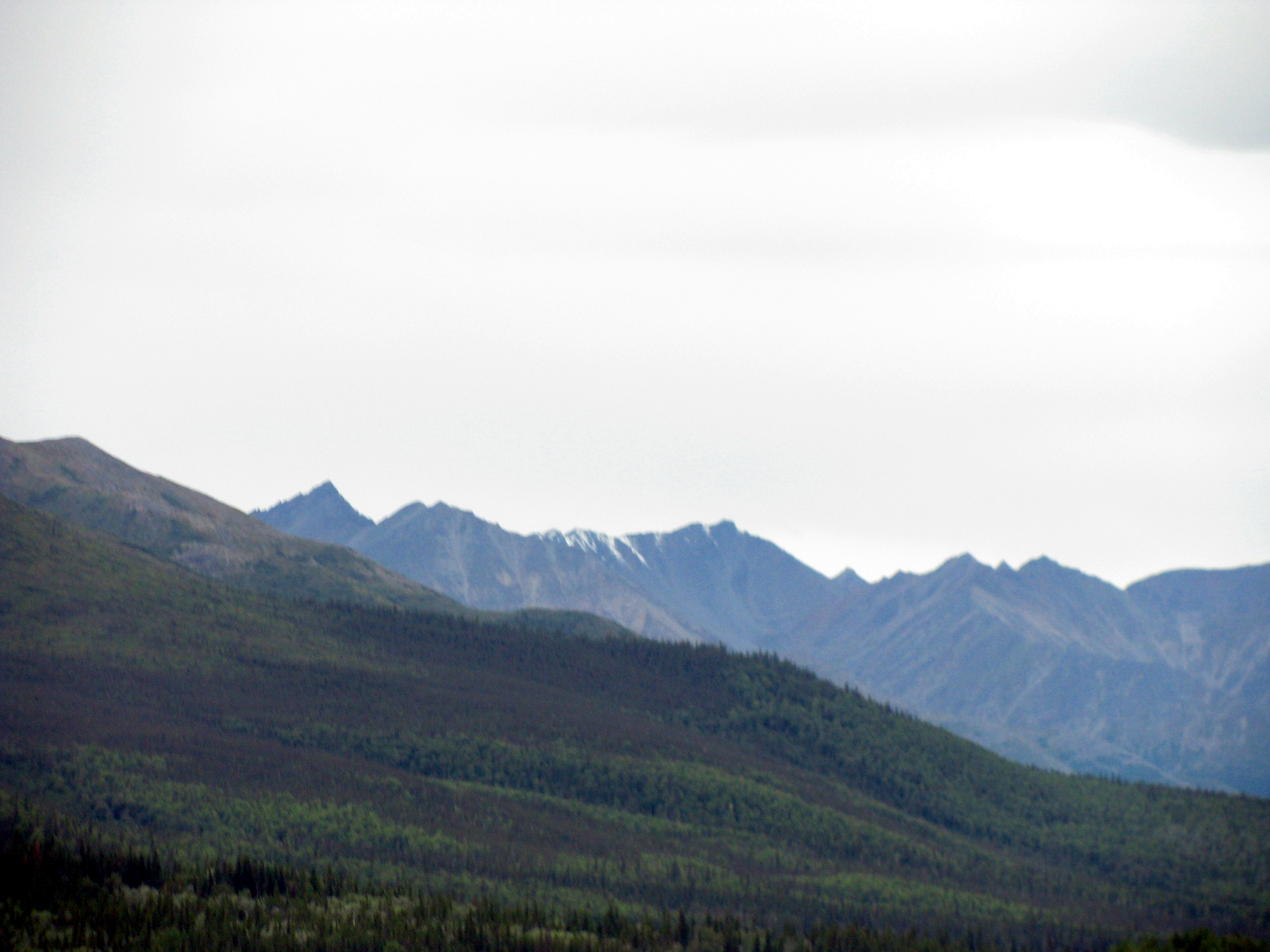
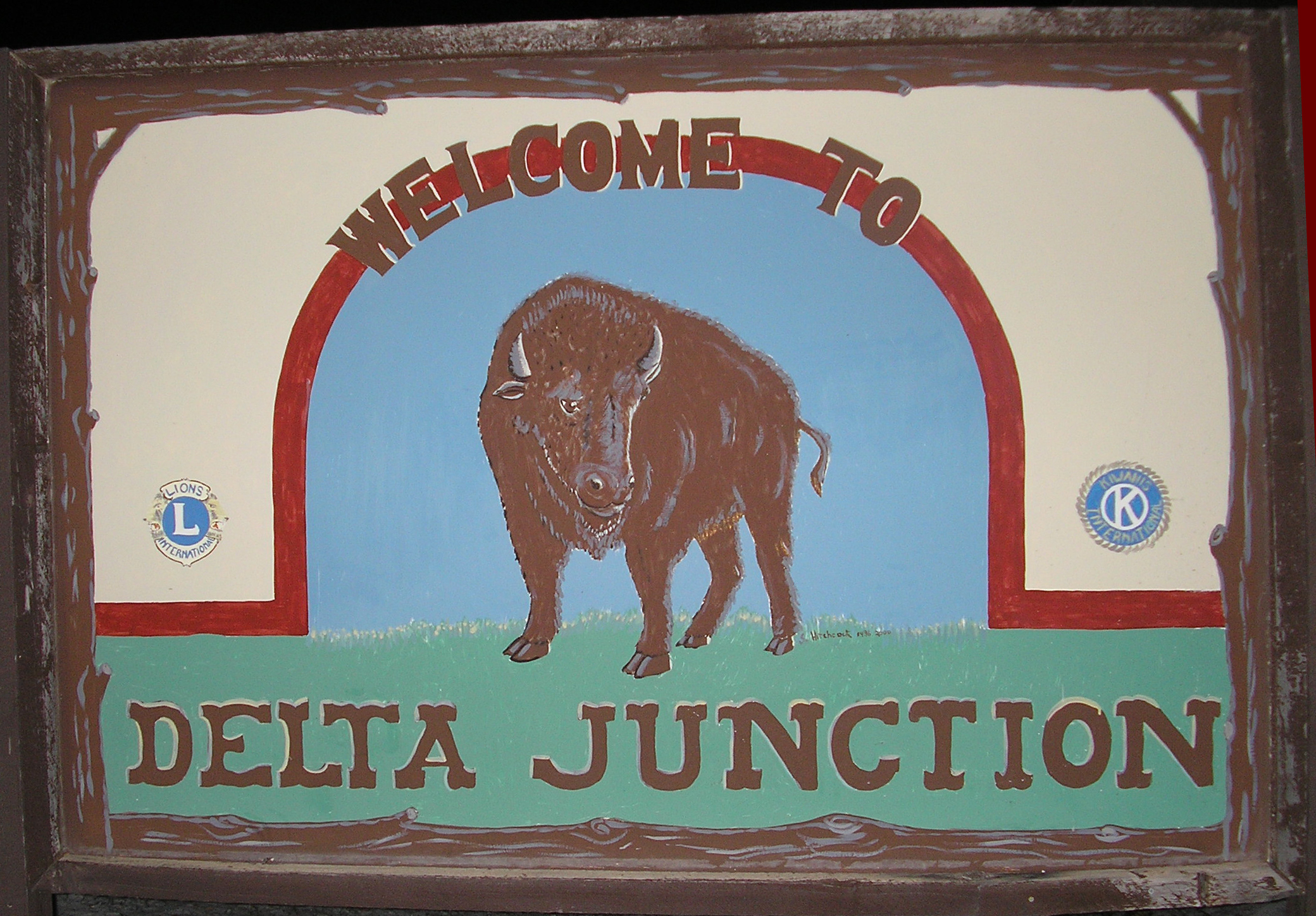
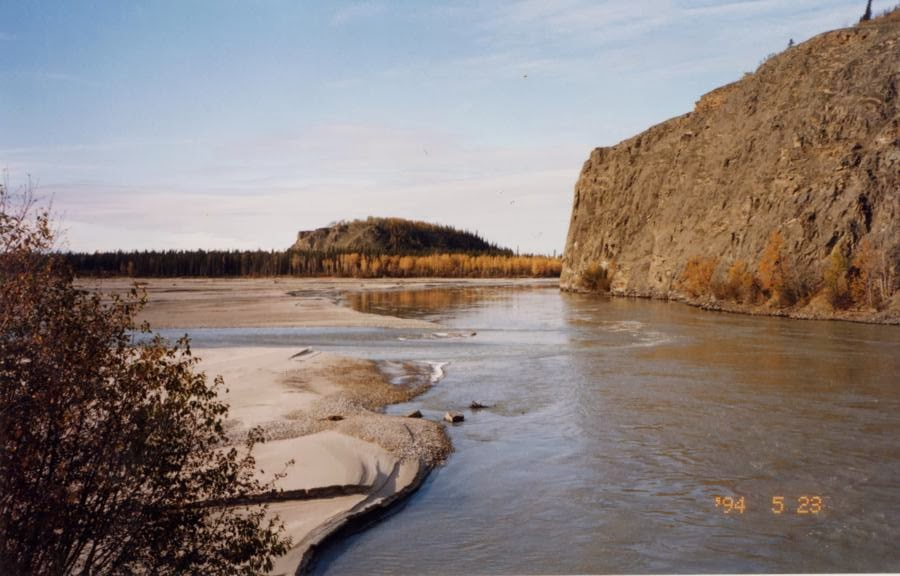
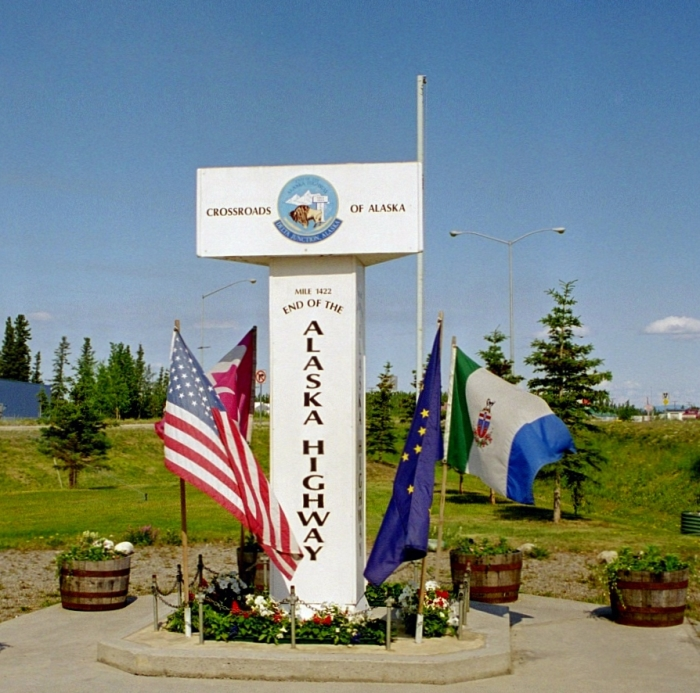
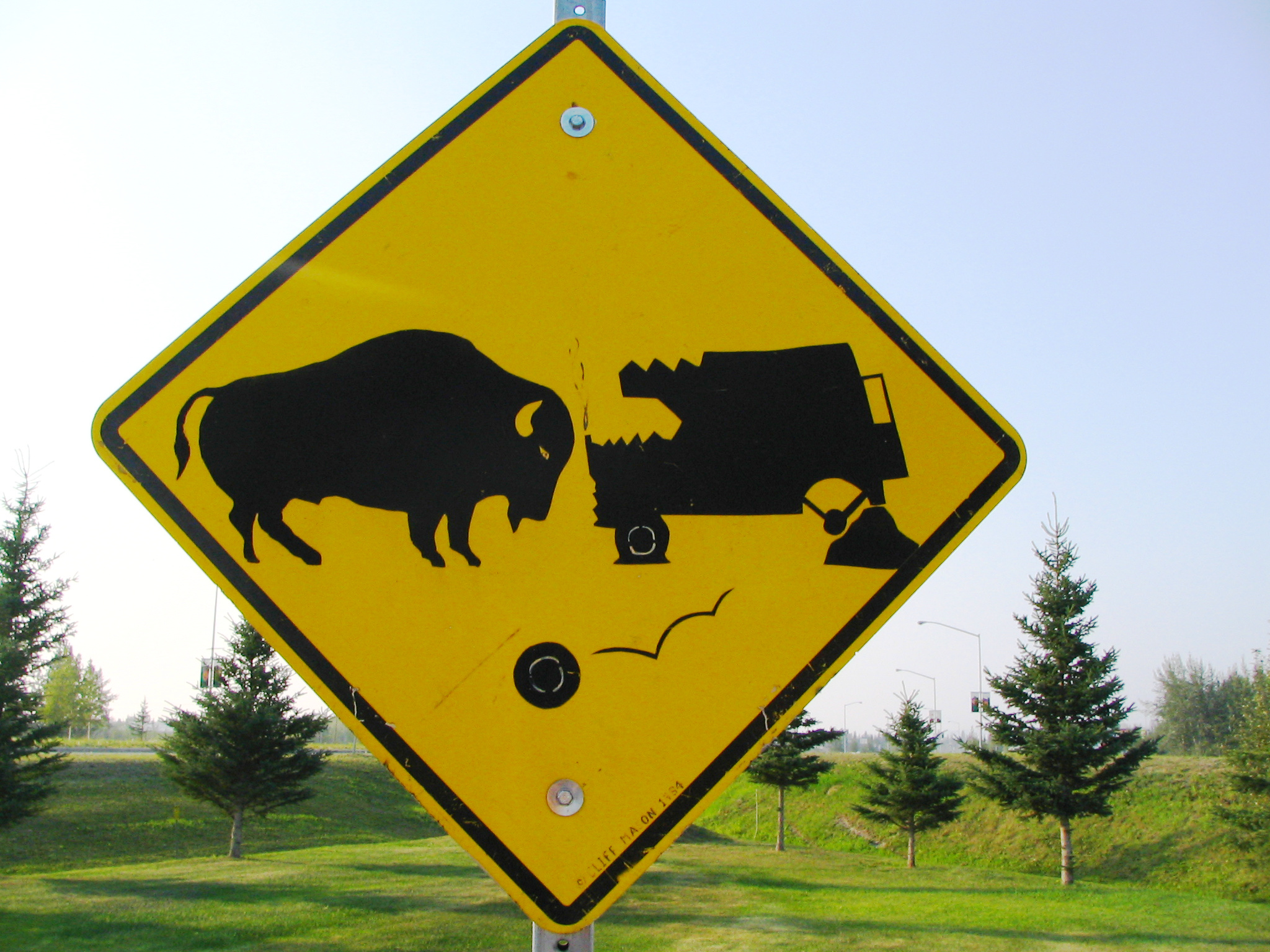